# Iqube
IQube är ett svenskt företag som startades år 2004 av Johan Staël von Holstein med ambitionen att underlätta för entreprenörskap och företagande i Sverige. 
Företaget kallar sig för en företagsinkubator och finns representerat i Stockholm, Luleå, Göteborg och Malmö.